# Leiodermatium linea
Leiodermatium linea är en svampdjursart som beskrevs av Kelly 2007. Leiodermatium linea ingår i släktet Leiodermatium och familjen Azoricidae. Inga underarter finns listade i Catalogue of Life.